# Классическая борьба на летней Спартакиаде народов СССР 1979
Соревнования по классической борьбе на VII летней Спартакиаде народов СССР проходили в Москве с 19 по 23 июля 1979 года.
Параллельно со спартакиадным турниром проходили состязания на призы Спорткомитета СССР, в которых принимали участие спортсмены, не попавшие в сборные команды союзных республик, а также зарубежные спортсмены. Если победителем параллельного турнира становился зарубежный спортсмен, то в решающей схватке он встречался с победителем спартакиадного турнира и выигравший получал титул чемпиона Спартакиады народов СССР. Если победителем параллельного турнира становился наш спортсмен, то тогда лауреат спартакиадного турнира сразу объявлялся чемпионом спартакиады, а между собой оба борца разыгрывали золотую медаль 48-го чемпионата СССР.
В соревнованиях участвовало 152 борца. Спортсмены представляли команды всех союзных республик и Москвы и Ленинграда.

## Медалисты
| Весовая категория            | Золото                                       | Серебро                                            | Бронза                                    |
| ---------------------------- | -------------------------------------------- | -------------------------------------------------- | ----------------------------------------- |
| До 48 кг Наилегчайший вес    | Алексей Шумаков «Буревестник» (Красноярск)   | Жаксалык Ушкемпиров «Кайрат» (Алма-Ата)            | Виктор Савчук «Буревестник» (Кировоград)  |
| До 52 кг Легчайший вес       | Камиль Фаткулин «Буревестник» (Ташкент)      | Павел Чижаев Вооружённые Силы (Кишинёв)            | Вахтанг Благидзе «Динамо» (Тбилиси)       |
| До 57 кг Полулёгкий вес      | Виталий Константинов «Динамо» (Ульяновск)    | Виктор Пивоваров Вооружённые Силы (Москва)         | Владимир Каратаев «Спартак» (Тернополь)   |
| До 62 кг Лёгкий вес          | Нельсон Давидян «Динамо» (Киев)              | Борис Крамаренко Вооружённые Силы (Ростов-на-Дону) | Фархат Мустафин Вооружённые Силы (Москва) |
| До 68 кг 1-й полусредний вес | Александр Алиев Вооружённые Силы (Москва)    | А. Карлов Вооружённые Силы (Киев)                  | Афсар Намазалиев «Динамо» (Баку)          |
| До 74 кг 2-й полусредний вес | Сурен Налбалдян «Локомотив» (Ростов-на-Дону) | Ариф Нифтулаев Вооруденные Силы (Москва)           | Анатолий Быков «Динамо» (Алма-Ата)        |
| До 82 кг 1-й средний вес     | Геннадий Корбан Вооружённые Силы (Москва)    | Теймураз Апхазава «Динамо» (Кутаиси)               | Виктор Уминский «Буревестник» (Гродно)    |
| До 90 кг 2-й средний вес     | Виктор Авдышев «Динамо» (Баку)               | Владимир Нечаев Вооружённые Силы (Омск)            | Валерий Резанцев «Динамо» (Алма-Ата)      |
| До 100 кг Полутяжёлый вес    | Михаил Саладзе «Динамо» (Тбилиси)            | Измаил Екутеч «Колос» (Краснодар)                  | Валентинас Мизгайтис «Динамо» (Каунас)    |
| Свыше 100 кг Тяжёлый вес     | Александр Колчинский Вооружённые Силы (Киев) | Евгений Артюхин Вооружённые Силы (Москва)          | Анатолий Зеленко «Красное Знамя» (Минск)  |

## Командный зачёт
| Команда             | Золото | Серебро | Бронза | Всего |
| ------------------- | ------ | ------- | ------ | ----- |
| РСФСР               | 3      | 2       |        | 5     |
| Москва              | 2      | 4       | 1      | 7     |
| Украинская ССР      | 2      | 1       | 2      | 5     |
| Грузинская ССР      | 1      | 1       | 1      | 3     |
| Азербайджанская ССР | 1      |         | 1      | 2     |
| Узбекская ССР       | 1      |         |        | 1     |
| Казахская ССР       |        | 1       | 2      | 3     |
| Молдавская ССР      |        | 1       |        | 1     |
| Белорусская ССР     |        |         | 2      | 2     |
| Литовская ССР       |        |         | 1      | 1     |
| Всего               | 10     | 10      | 10     | 30    |